# Prostomium
Prostomium (gr. pro – przed, stoma – usta), płat głowowy – przedni, niesegmentowany odcinek ciała bezkręgowych zwierząt o metamerycznej budowie ciała (pierścienic i pazurnic) położony przed otworem gębowym, odpowiednik akronu stawonogów. Za prostomium znajduje się perystom.
Kształt i budowa prostomium jest cechą taksonomiczną.